# アニー・イロンゼ
アニー・イロンゼ（Annie Ilonzeh, 1983年8月23日 - ）は、アメリカ合衆国出身の女優である。

## 出演作品

### テレビシリーズ
- ママと恋に落ちるまで シーズン3
- メルローズ・プレイス
- アントラージュ★オレたちのハリウッド シーズン7,8
- 新チャーリーズ・エンジェル（ケイト・プリンス）
- ARROW/アロー シーズン1（ジョアナ・デ・ラ・ヴェガ）
- 私はラブ・リーガル シーズン5 （ニコール・ハミル）
- PERSON of INTEREST 犯罪予知ユニット （ハーパー・ローズ）
- Empire 成功の代償 （ハーパー・スコット）
- シカゴ・ファイア シーズン7（エミリー・フォスター）